# Дімітріє-Кантемір (комуна)
Дімітріє-Кантемір (рум. Dimitrie Cantemir) — комуна у повіті Васлуй в Румунії. До складу комуни входять такі села (дані про населення за 2002 рік):
- Грумезоая (622 особи)
- Гушицей (903 особи)
- Плотонешть (419 осіб)
- Урлаць (320 осіб)
- Хурдуджі (774 особи) — адміністративний центр комуни

Комуна розташована на відстані 276 км на північний схід від Бухареста, 28 км на південний схід від Васлуя, 80 км на південний схід від Ясс, 120 км на північ від Галаца.

## Населення
За даними перепису населення 2002 року у комуні проживали 3038 осіб, усі — румуни. Усі жителі комуни рідною мовою назвали румунську.
Склад населення комуни за віросповіданням:
| Релігія       | Кількість осіб | Відсоток |
| ------------- | -------------- | -------- |
| православні   | 3013           | 99,2%    |
| баптисти      | 21             | 0,7%     |
| бретрени      | 3              | 0,1%     |
| римо-католики | 1              | < 0,1%   |